# ヤコポ・サーラ
ヤコポ・サーラ（Jacopo Sala, 1991年12月5日 - ）は、イタリア・ベルガモ出身のサッカー選手。ポジションはDF。

## 経歴
2001年からアタランタBCのユースチームでキャリアをスタートさせ、2007年にチェルシーFCのユースチームに移籍した。2011年6月1日、チームメートのマイケル・マンシェンと共にハンブルガーSVへ完全移籍した。

## 代表歴
イタリア代表として世代別代表に招集されている。

## 所属クラブ
- ハンブルガーSV 2011-2013
- エラス・ヴェローナFC 2013-2016

→ UCサンプドリア (loan) 2016
- UCサンプドリア 2016-2019
- S.P.A.L. 2019-2020
- スペツィア・カルチョ 2020-2023
- リミニFC 2024-